# Superliga (pallavolo maschile, Serbia)
La Superliga è la massima serie del campionato serbo di pallavolo maschile: al torneo partecipano dodici squadre di club serbe e la squadra vincitrice si fregia del titolo di campione di Serbia.

## Albo d'oro
| Anno             | Podio               | Podio               | Podio               |
| Campione         | Seconda             | Terza               |                     |
| ---------------- | ------------------- | ------------------- | ------------------- |
| 2006-07 Dettagli | Vojvodina           | Ribnica             | Radnički Kragujevac |
| 2007-08 Dettagli | Stella Rossa        | Radnički Kragujevac | Vojvodina           |
| 2008-09 Dettagli | Radnički Kragujevac | Vojvodina           | Stella Rossa        |
| 2009-10 Dettagli | Radnički Kragujevac | Stella Rossa        | Partizan            |
| 2010-11 Dettagli | Partizan            | Vojvodina           | Stella Rossa        |
| 2011-12 Dettagli | Stella Rossa        | Vojvodina           | Radnički Kragujevac |
| 2012-13 Dettagli | Stella Rossa        | Partizan            | Radnički Kragujevac |
| 2013-14 Dettagli | Stella Rossa        | Vojvodina           | Partizan            |
| 2014-15 Dettagli | Stella Rossa        | Partizan            | Vojvodina           |
| 2015-16 Dettagli | Stella Rossa        | Vojvodina           | -                   |
| 2016-17 Dettagli | Vojvodina           | Stella Rossa        | -                   |
| 2017-18 Dettagli | Vojvodina           | Novi Pazar          | -                   |
| 2018-19 Dettagli | Vojvodina           | Stella Rossa        | -                   |
| 2019-20 Dettagli | Vojvodina           | Niš                 | Partizan            |
| 2020-21 Dettagli | Vojvodina           | Partizan            | Ribnica             |
| 2021-22 Dettagli | Vojvodina           | Stella Rossa        | Partizan            |
| 2022-23 Dettagli | Partizan            | Vojvodina           | Radnički Kragujevac |

## Palmarès
| Squadra             | Titolo | Edizione                                                      |
| ------------------- | ------ | ------------------------------------------------------------- |
| Vojvodina           | 7      | 2006-07, 2016-17, 2017-18, 2018-19, 2019-20, 2020-21, 2021-22 |
| Stella Rossa        | 6      | 2007-08, 2011-12, 2012-13, 2013-14, 2014-15, 2015-16          |
| Radnički Kragujevac | 2      | 2008-09, 2009-10                                              |
| Partizan            | 2      | 2010-11, 2022-23                                              |